# Amigny-Rouy
Amigny-Rouy je francouzská obec v departementu Aisne v regionu Hauts-de-France. V roce 2011 zde žilo 739 obyvatel.

## Sousední obce
Barisis-aux-Bois, Beautor, Condren, Servais, Sinceny, Tergnier

## Vývoj počtu obyvatel
Počet obyvatel 